# Viaduc de l'Altier
Le viaduc de l'Altier, également dénommé viaduc de Villefort, est un pont ferroviaire, courbe, de la ligne de Saint-Germain-des-Fossés à Nîmes-Courbessac. Réalisé en maçonnerie, il permet le franchissement de l'Altier puis en 1965 du lac de Villefort et de la route départementale 901, sur le territoire des communes de Pourcharesses (moitié sud du viaduc) et de Villefort (moitié nord), en Lozère, dans la région Occitanie.
Construit en 1869 par l'État, il est dû à l'ingénieur des ponts et chaussées Charles Dombre (1814-1887). Terminé en 1869, il est mis en service en 1870 par la Compagnie des chemins de fer de Paris à Lyon et à la Méditerranée (PLM)[réf. souhaitée]. C'est aujourd'hui un viaduc ferroviaire de la Société nationale des chemins de fer français (SNCF).

## Situation ferroviaire
Établi à 592,50 mètres d'altitude et permettant le franchissement du lac de Villefort, le viaduc de l'Altier, long de 257 m est situé entre le tunnel de Civadière au nord et tunnel de l'Altier au sud au point kilométriques (PK) 625,448 de la ligne de Saint-Germain-des-Fossés à Nîmes-Courbessac, entre la gare fermée de La Bastide - Saint-Laurent-les-Bains et la gare de Villefort ouverte.

## Histoire
Le viaduc de l'Altier est un ouvrage d'art de la ligne de Saint-Germain-des-Fossés à Nîmes-Courbessac, dont l'infrastructure est à réaliser par l'État. La section de Langeac à Villefort est ouverte au trafic le 16 mai 1870.
C'est le plus haut viaduc français en maçonnerie classique. Il possède deux niveaux d’arches : un premier niveau avec 4 arches en plein cintre, et un deuxième niveau avec 11 arches en plein cintre de 16 mètres d’ouverture.
Destiné initialement à franchir l'Altier, affluent du Chassezac, la construction du barrage de Villefort ou de Bayard (village noyé) en 1965 a immergé le premier niveau de viaduc pour ne laisser apparaître une hauteur fluctuante d'une vingtaine de mètres sur une hauteur totale de 73 mètres. Dans ce contexte, la partie immergée du viaduc a fait l’objet d’un traitement d’étanchéité spécial par un enduit goudronné noir destiné à éviter la corrosion.

Vues anciennes du viaduc.
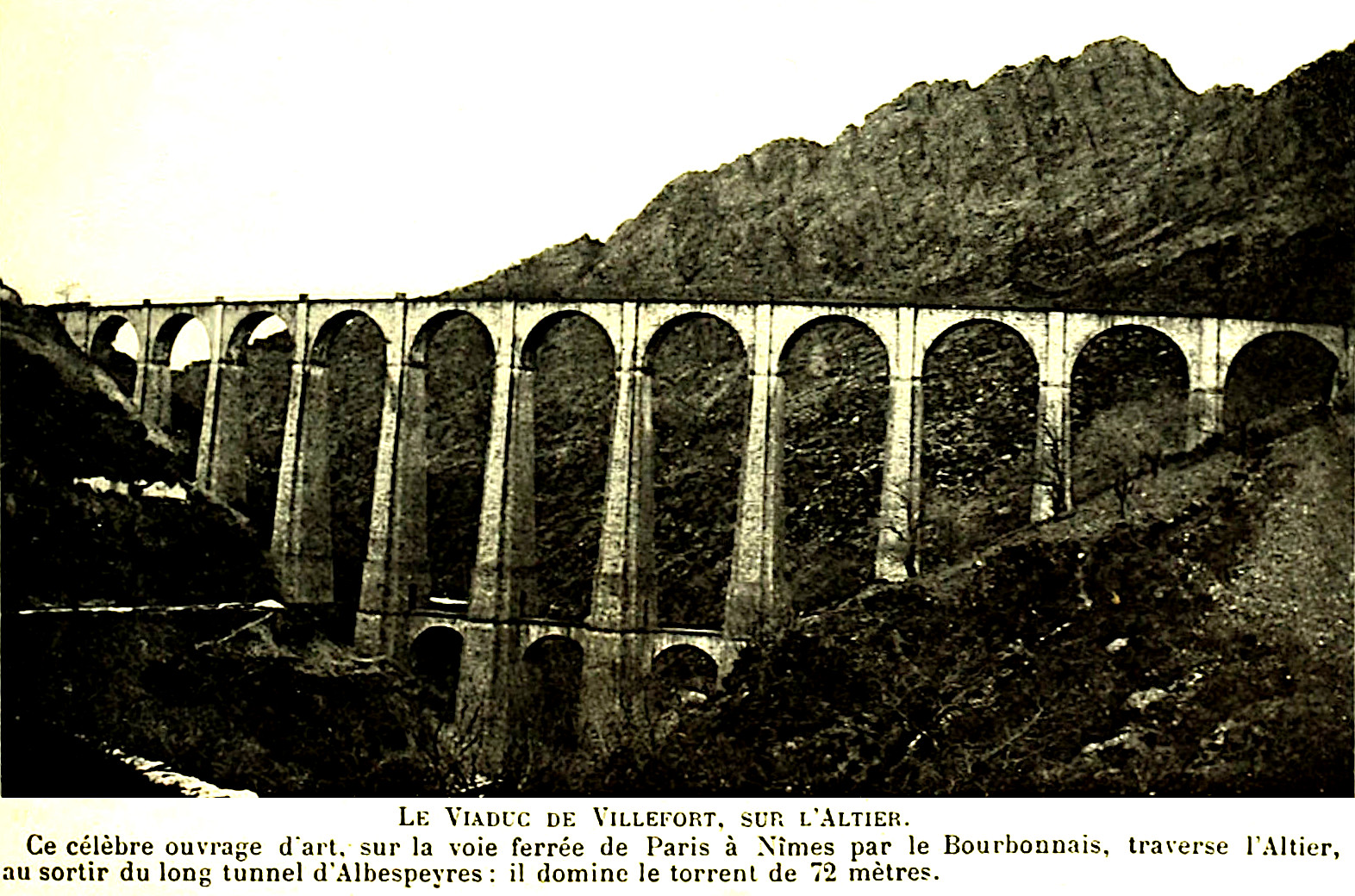
Vue du viaduc en amont, entre 1900 et 1920.
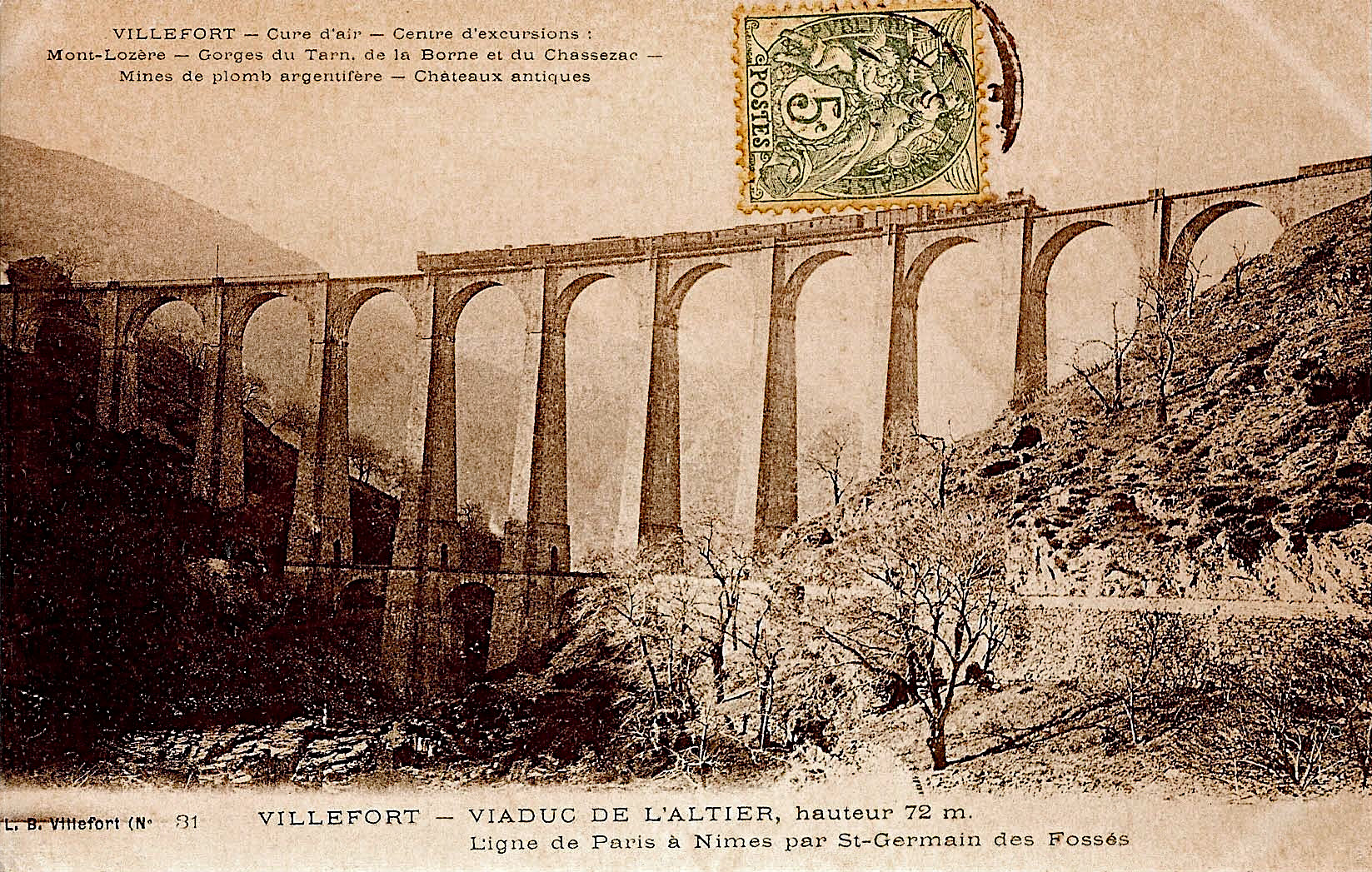
Carte postale du viaduc entre 1900 et 1920.
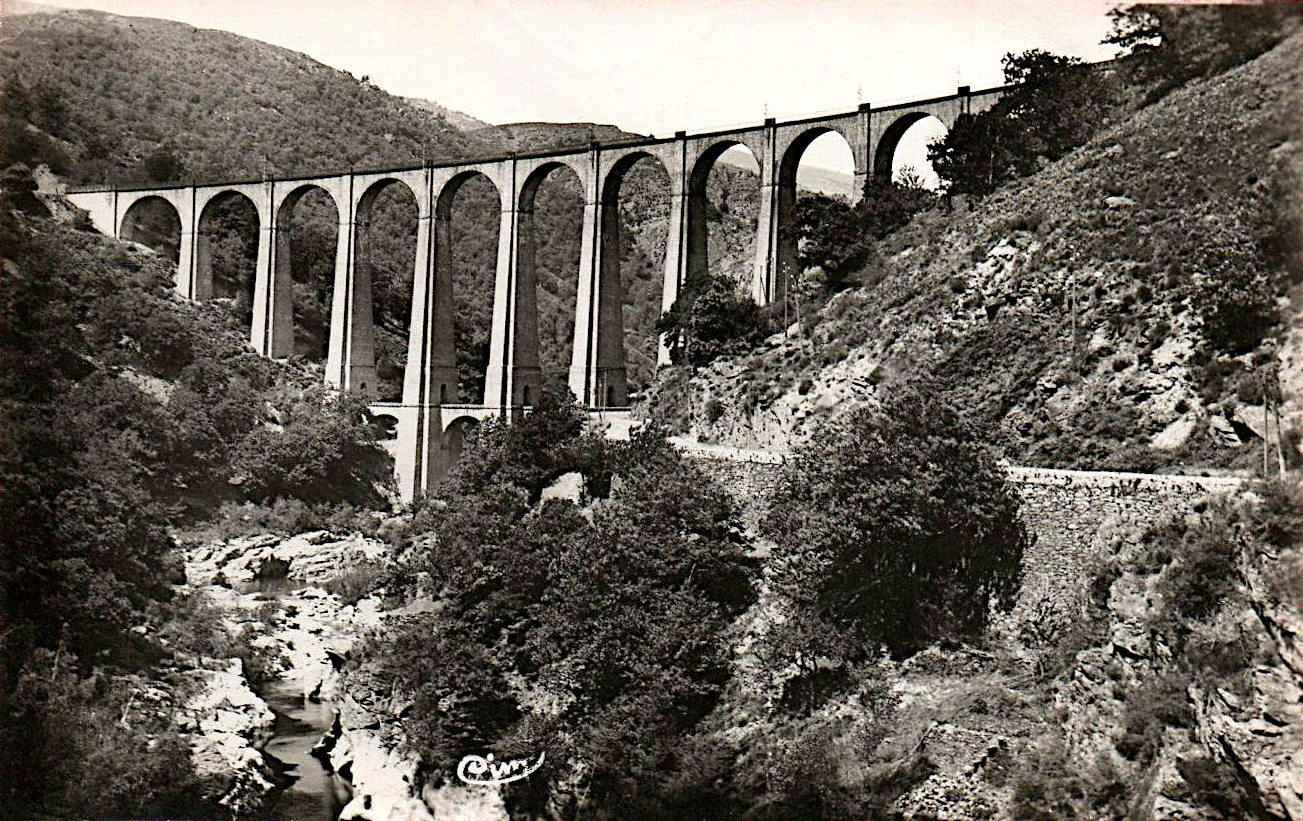
Vue du viaduc en aval sur la rive gauche, entre 1900 et 1920.
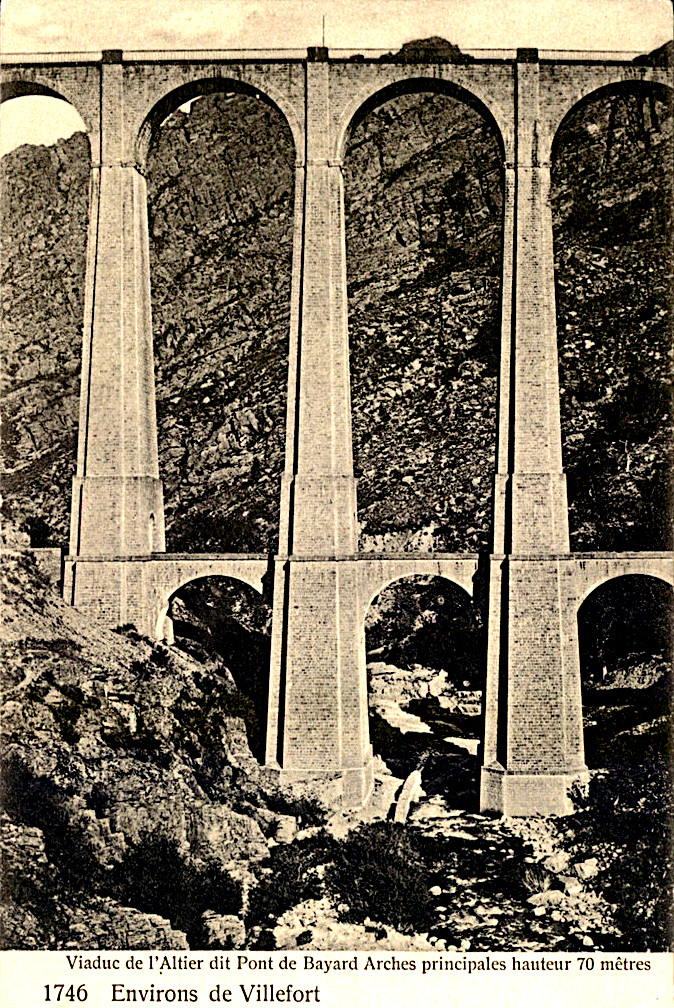
Détails des arches avant la construction du barrage.

## Caractéristiques
Les caractéristiques principales de l'ouvrage sont les suivantes :
- Hauteur maximum : 73 m dont immergée depuis 1965 +/- 53 m ;
- Longueur totale : 257 m[4] ;
- Ouverture totale : 160 m[5] ;
- Largeur entre les garde-corps ou parapets : 8 m entre parapets ;
- Ouvrage en courbe avec un rayon de courbure de 400 m ;
- Rampe d'un maximum de 27,5 mm/m ? vers Villefort ;
- Arches : 3 arches de plein cintre pour le premier niveau puis 11 arches de plein cintre, de 16 m d'ouverture[6] ;
- Coût total[5] :
- Coût au mètre linéaire : ?fr[5].